# Резня в Карантине
Резня в Карантине произошла во время гражданской войны в Ливане 18 января 1976 года. В условиях прекращения власти ливанского правительства радикализм группировок боевиков увеличился. Чёрная суббота предшествовала резне в Карантине всего на шесть недель.
Карантина была преимущественно мусульманским районом трущоб в христианском восточном Бейруте, контролировавшимся силами Организации освобождения Палестины (ООП). Население составляли курды, сирийцы, армяне и палестинцы.  Карантина занимала стратегически важное положение, отрезая христианские кварталы Восточного Бейрута от христианских предместий города и христианской зоны контроля в Горном Ливане с центром в г. Джуние.
Карантина была захвачена ливанскими христианскими милициями 18 января 1976 года, в результате чего погибли около 1000—1500 человек, при этом не уточнялось, какое количество составляли убитые боевики, а какое — мирные жители. Боевые действия и последующая резня также захватили старый карантинный порт и близлежащий квартал Маслах.
После резни Катаиб, Стражи кедров, Милиция Тигров и Ливанское молодёжное движение  взяли под свой контроль район Карантины, ликвидировав угрозу окружения Восточного Бейрута со стороны палестинцев. Летом того же года  был взят в осаду и после ожесточённых боёв захвачен правохристианами лагерь Тель-аль-Заатар  .
Резня в Дамуре была местью за Карантину.
Французский военный фотограф Франсуаза Демюльдер сделала во время резни снимок, получивший премию «Фотография 1976 года» от World Press Photo.